# Ngadipuro (Wonotirto)
Ngadipuro is een bestuurslaag in het regentschap Blitar van de provincie Oost-Java, Indonesië. Ngadipuro telt 3403 inwoners (volkstelling 2010).